# إليك ستيوارت (لاعب كريكت)
إليك ستيوارت (8 أبريل 1963 في المملكة المتحدة - ) (بالإنجليزية: Alec Stewart) هو لاعب كريكت بريطاني. شارك مع منتخب إنجلترا للكريكت. أما مع النوادي، فقد لعب مع نادي مقاطعة سري للكريكت ‏.

## وصلات خارجية
- إليك ستيوارت على موقع إي آس بي آن كريك إنفو (الإنجليزية)